# Liechtensteiner Cup 1957/58
Der Liechtensteiner Cup 1957/58 (offiziell: Aktiv-Cup) war die 13. Austragung des Fussballpokalwettbewerbs der Herren in Liechtenstein. Die Ergebnisse der Spiele sind erst ab dem Halbfinale bekannt. Der FC Vaduz konnte seinen im Vorjahr gewonnenen Titel erfolgreich verteidigen.

## Halbfinale
Die Halbfinals fanden am 17. August 1958 statt.
| Datum      |           | Ergebnis |            |
| ---------- | --------- | -------- | ---------- |
| 17.08.1958 | FC Schaan | 3:4      | FC Triesen |
| 17.08.1958 | FC Vaduz  | 6:0      | FC Balzers |

## Finale
Das Finale fand am 14. September 1958 in Vaduz statt.
| Datum      |          | Ergebnis |            |
| ---------- | -------- | -------- | ---------- |
| 14.09.1958 | FC Vaduz | 2:0      | FC Triesen |